# Pavonia cochensis
Pavonia cochensis är en malvaväxtart som beskrevs av J. R. Johnston. Pavonia cochensis ingår i släktet påfågelsmalvor, och familjen malvaväxter. Inga underarter finns listade i Catalogue of Life.